# مروان البکریه
مروان البکریه (انگلیسی: Marouane Bokri؛ زادهٔ ۲۸ دسامبر ۱۹۷۴) بازیکن فوتبال اهل تونس است.
از باشگاه‌هایی که در آن بازی کرده‌است می‌توان به باشگاه فوتبال اسپرانس تونس اشاره کرد.
وی همچنین در تیم ملی فوتبال تونس بازی کرده‌است.